# Цыганка (Амурская область)
Цыганка — упразднённое село в Тындинском районе Амурской области России. Исключено из учётных данных в 1974 году.

## География
Село располагалось на правом берегу реки Цыганка (приток Могота) в месте пересечения её федеральной трассой А360 «Лена», на расстоянии примерно 7 километров (по прямой) к юго-западу от поселка Могот.

## История
По данным 1926 года в зимовье Цыганка имелось 16 хозяйств и проживало 22 человек (17 мужчин и 5 женщин). В национальном составе населения преобладали русские. В административном отношении входила в состав Ларинского сельсовета Рухловского района Зейского округа Дальневосточного края.
Решением Амурского исполкома от 7 июня 1974 года № 253, село Цыганка исключено из учётных данных как несуществующее.